# Handball-DDR-Meisterschaft 1951/52
Die Handball-DDR-Meisterschaft 1951/52 wurde in den Disziplinen Feld- und Hallenhandball bei den Männern und Frauen ausgetragen. Die SG Volkspolizei Halle wurde sowohl in der Halle als auch auf dem Feld DDR-Meister.

## Männer

### Feldhandball
Der DDR-Meister der Männer im Feldhandball wurde mit der Feldhandball-Oberliga des Deutschen Spielausschusses ermittelt. An der eingleisigen Liga beteiligten sich zwölf Mannschaften, die eine Doppelrunde austrugen. Die Hinrunde fand bereits im Sommer und Herbst 1951 statt. Da nach Abschluss der Oberliga mit der SG Volkspolizei Halle und der BSG Einheit Calbe zwei Mannschaften punktgleich an der Spitze lagen, musste entsprechend dem Reglement ein Endspiel ausgetragen werden.
| Pl. | Mannschaft                     | Sp | S  | U | N  | Tore    | Punkte |
| 1.  | SV Deutsche Volkspolizei Halle | 22 | 17 | 1 | 04 | 224:142 | 35:09  |
| 2.  | BSG Einheit Calbe              | 22 | 17 | 1 | 04 | 193:133 | 35:09  |
| 3.  | BSG Motor Fermersleben         | 22 | 15 | - | 07 | 180:136 | 30:14  |
| 4.  | BSG Rotation Leipzig           | 22 | 12 | 1 | 09 | 138:131 | 25:19  |
| 5.  | BSG Motor Roßlau               | 22 | 11 | 2 | 09 | 198:197 | 24:20  |
| 6.  | BSG Motor Rostock              | 22 | 10 | 1 | 11 | 192:172 | 21:23  |
| 7.  | BSG Motor Fraureuth            | 22 | 08 | 2 | 12 | 148:163 | 18:26  |
| 8.  | BSG Lokomotive Gera            | 22 | 08 | 2 | 12 | 189:212 | 18:26  |
| 9.  | BSG Motor Eisenach             | 22 | 08 | 1 | 13 | 139:143 | 17:27  |
| 10. | BSG Motor West Leipzig         | 22 | 08 | 1 | 13 | 129:172 | 17:27  |
| 11. | BSG Motor Mihoma Leipzig       | 22 | 06 | 3 | 13 | 113:162 | 15:29  |
| 12. | BSG Lok Süd Leipzig            | 22 | 04 | 1 | 17 | 129:213 | 09:35  |

| SG Volkspolizei Halle – BSG Einheit Calbe 10:9 |
| Halle: Klein – Meier, Vaupel; Schewe, Masella, Swirzy; Stolfig, Föhrig, Reppe, Köhler, Püschel Calbe: Napp – Siegel, Schloecker; Wenzel, Zeibig, Korting; Knoche, Helming, Eisenhardt, Aßmann, Kaatz Schiedsrichter: Singer (Fraureuth); Zuschauer: 30.000 im Stadion der Bauarbeiter, Magdeburg |

Die Vorteile lagen zunächst bei der Mannschaft aus Calbe, die sich von der robust spielen Hallenser Abwehr nicht beeindrucken ließ. Zwar schoss Halle das erste Tor, doch in der 6. Minute stand es bereits 2:1 für die BSG Einheit. Nach einer Viertelstunde führte Calbe mit 4:1, dann vergab der Calbenser Aßmann einen Strafwurf, und das Spiel nahm eine dramatische Wende. Bis zur Halbzeit konnten die Volkspolizisten ausgleichen, danach erzielten sie binnen sechs Minuten eine 8:5-Führung. Der nun sicher geglaubte Sieg geriet jedoch noch einmal in Gefahr. Calbe gelang es, innerhalb von acht Minuten wieder den Gleichstand mit 8:8 zu erreichen. Fast wäre der Mannschaft wieder die Führung gelungen, wenn nicht erneut ein Strafwurf durch den bisher treffsichersten Calbenser Kraatz vergeben worden wäre. Auf der anderen Seite nutzten die Hallenser ihre Chancen besser und zogen wieder 10:8 davon. Drei Minute vor Schluss gelang Kraatz noch der Anschlusstreffer, die SG Volkspolizei verteidigte jedoch mit sicherem Ballhalten ihren Eintorevorsprung bis zum Schlusspfiff.

### Hallenhandball
Die Hallenhandball-Meisterschaft 1952 wurde im Januar ausgetragen. Bis in die dritte Woche hinein wurden in Turnierform die fünf Landesmeister ermittelt:
- Brandenburg: BSG Motor Luckenwalde
- Mecklenburg: BSG Motor Rostock
- Sachsen: BSG Empor Leipzig-Lindenau
- Sachsen-Anhalt: SV Deutsche Volkspolizei Halle
- Thüringen: BSG Stahl Fraureuth

Um die Teilnahme eines Ost-Berliner Teilnehmers gab es zunächst einen Konflikt mit dem West-Berliner Handballverband. Während der DDR-Sportausschuß wie in den Vorjahren den SC Weißensee, der als einzige Ost-Berliner Mannschaft in der Gesamtberliner Handball-Oberliga vertreten war, an der DDR-Meisterschaft teilnehmen lassen wollte, protestierte die West-Berliner dagegen, dass durch die Endrunden-Teilnahme des SC Weißensee der Spielplan der Berliner Oberliga in Gefahr geraten würde. Kurz vor Beginn der Endrunde gab der DDR-Sportausschuss nach und nominierte die zweitklassige Ost-Berliner BSG Motor Friedrichshain Ost.
Das DDR-Meisterschaftsturnier wurde am 26. und 27. Januar 1952 in der Leipziger Messehalle ausgetragen.

#### Vorrunde
In der Vorrunde traten getrennt in zwei Staffeln die fünf Landesmeister und der Ost-Berliner Vertreter gegeneinander an:
Staffel A
| Empor Leipzig-Lindenau – Motor Friedrichshain Ost | 6:4 |
| Empor Leipzig-Lindenau – Stahl Fraureuth          | 6:5 |
| Stahl Fraureuth – Motor Friedrichshain Ost        | 5:2 |

| Pl. | Mannschaft               | Tore  | Punkte |
| 1   | Empor Leipzig-Lindenau   | 12:9  | 4:0    |
| 2   | Stahl Fraureuth          | 10:8  | 2:2    |
| 3   | Motor Friedrichshain Ost | 06:11 | 0:4    |

Staffel B
| SV Deutsche Volkspolizei Halle – Motor Rostock | 5:5 |
| Volkspolizei Halle – Motor Luckenwalde         | 6:4 |
| Motor Luckenwalde – Motor Rostock              | 5:3 |

| Pl. | Mannschaft                     | Tore | Punkte |
| 1   | SV Deutsche Volkspolizei Halle | 11:9 | 4:0    |
| 2   | Motor Luckenwalde              | 9:9  | 2:2    |
| 3   | Motor Rostock                  | 8:10 | 1:3    |

#### Halbfinale
Im Halbfinale gab es einen Überkreuzvergleich der beiden Bestplatzierten der Staffeln A und B. Sie Sieger qualifizierten sich für das Finale.
| Motor Luckenwalde – Empor Leipzig-Lindenau       | 3:2 |
| SV Deutsche Volkspolizei Halle – Stahl Fraureuth | 9:3 |

#### Endspiel
(27. Januar in der Leipziger Messehalle)
| SV Deutsche Volkspolizei Halle – BSG Motor Luckenwalde 3:1 |

Der SV Deutsche Volkspolizei Halle verteidigte dank der besseren Taktik den Vorjahrtitel erfolgreich. Grundstein für den Sieg war das konsequente Ausschalten der Luckenwalder Angriffsspitzen. Die Hallenser Deckung hatte zwar anfangs etwas Schwierigkeiten und gewährte der Motor-Mannschaft die 1:0-Führung. Nachdem sich die Abwehr aber stabilisiert hatte, drehte Halle das Spiel zu seinen Gunsten und dominierte bis zum 3:1-Endstand eindeutig.

## Frauen

### Endrunde Hallenhandball
Die Meisterschaft im DDR-Hallenhandball der Frauen wurde am 26. und 27. Januar 1952 in der Leipziger Messehalle II in einer Endrunde in mit sechs Mannschaften entschieden. 

#### Gruppenspiele
(26. Januar 1952)
| Gruppe A                              |     |
| BSG Einheit Weimar – BSG Motor Wismar | 6:1 |
| SC Weißensee – BSG Einheit Weimar     | 4:3 |
| SC Weißensee – SG Motor Wismar        | 1:0 |

| Pl | Mannschaft         | S | U | N | Tore | Punkte |
| -- | ------------------ | - | - | - | ---- | ------ |
| 1  | SC Weißensee       | 2 | 0 | 0 | 5:3  | 4:0    |
| 2  | BSG Einheit Weimar | 1 | 0 | 1 | 9:5  | 2:2    |
| 3  | BSG Motor Wismar   | 0 | 0 | 2 | 1:7  | 0:4    |

| Gruppe B                                     |     |
| Fortschritt Weißenfels – Rotation Babelsberg | 2:1 |
| Fortschritt Weißenfels – Stahl West Leipzig  | 3:1 |
| Stahl West Leipzig – Rotation Babelsberg     | 3:2 |

| Pl | Mannschaft                | S | U | N | Tore | Punkte |
| -- | ------------------------- | - | - | - | ---- | ------ |
| 1  | SC Fortschritt Weißenfels | 2 | 0 | 0 | 5:2  | 4:0    |
| 2  | BSG Stahl West Leipzig    | 1 | 0 | 1 | 4:5  | 2:2    |
| 3  | BSG Stahl West Leipzig    | 1 | 0 | 1 | 4:5  | 2:2    |

#### Halbfinale
(27. Januar 1952)
| SC Weißensee – BSG Stahl West Leipzig          | 6:0       |
| SC Fortschritt Weißenfels – BSG Einheit Weimar | 4:7 n. V. |

#### Endspiel
(27. Januar 1952)
| SC Weißensee – BSG Einheit Weimar 4:3 |

### Endrunde Feldhandball
Auch im Feldhandball wurde Meistermannschaft der Frauen in einer Endrunde, die im Mai und Juni 1952 ausgetragen wurde, ermittelt. Beteiligt waren nur vier Mannschaften aus Ost-Berlin (B), Brandenburg (BB), Mecklenburg (MB) und Sachsen-Anhalt. 

#### Vorrunde
(18. Mai 1952)
| BSG Rotation Berlin (B) – BSG Motor Dessau (ST)     | 3:2 n. V. |
| BSG Aktivist Klettwitz (BB) – BSG Motor Wismar (MB) | 2:5       |

#### Halbfinale
(8. Juni 1952)
| BSG Einheit Weimar (TH) – BSG Rotation Berlin (B)   | ??? |
| BSG Motor West Leipzig (SN) – BSG Motor Wismar (MB) | ??? |

#### Endspiel
Das Endspiel um die Feldhandballmeisterschaft der Frauen fand als Vorspiel zum Männerfinale ebenfalls am 22. Juni 1952 im Magdeburger Stadion der Freundschaft statt. Die BSG Einheit Weimar entthronte den Vorjahresmeister Motor West Leipzig. 
| BSG Einheit Weimar – BSG Motor West Leipzig 9:7 (7:3) |